# Alberto VII da Áustria
Alberto Ernesto de Habsburgo, simplesmente conhecido como Alberto de Áustria (Wiener Neustadt, 15 de novembro de 1559 - Bruxelas, 13 de julho de 1621), dito o Pio, foi cardeal, arquiduque de Áustria, Governador dos Países Baixos Espanhóis, Prior do Crato na Ordem Soberana e Militar de Malta e Vice-Rei de Portugal.
Era filho do imperador Maximiliano II (por sua vez filho de Fernando I e sobrinho de Carlos V), e da sua mulher Maria de Espanha (filha de Carlos V e irmã de Filipe II de Espanha).
Último filho varão de Maximiliano, foi destinado à vida religiosa, tendo sido feito cardeal da Igreja Católica em 3 de março de 1577. O seu tio, Filipe II nomeou-o Vice-Rei de Portugal em 11 de fevereiro de 1583 (cargo que exerceu durante dez anos), para substituir o Duque de Alba, que falecera em dezembro do ano anterior e, a seguir, Arcebispo de Toledo (1584-1598).
Em 1595, foi nomeado Governador dos Países Baixos Espanhóis; em 1598, renunciou ao celibato para poder contrair matrimónio, após dispensa papal, com a sua prima co-irmã Isabel Clara Eugénia, filha do seu tio Filipe II, tendo-se tornado ambos soberanos nominais dos Países Baixos Espanhóis (congregando os títulos de Duques de Brabante, Guéldria, Limburgo, Luxemburgo, e Condes de Artois, Borgonha, Flandres, Hainaut e Namur).
Deste enlace nasceram três filhos, todos mortos em tenra idade, muito provavelmente devido à consanguinidade dos seus pais:
- Filipe (1605)
- Alberto (1607)
- Ana Maurícia (1609)

Alberto e Isabel fixaram a sua corte em Bruxelas, tendo acolhido sob a sua protecção alguns dos artistas mais importantes do seu tempo, como Peter Paul Rubens (designado pintor oficial da sua corte em 1609), o qual pintou vários retratos dos soberanos, e Brueghel.
Ao nível do conflito com os Países Baixos (a Guerra dos Oitenta Anos), saiu derrotado na Batalha de Nieuwpoort (1600), mas conseguiu assediar com sucesso a cidade de Ostend, após um cerco de três anos (1601-1604). Em face disso, Alberto firmou com Maurício de Nassau uma trégua de doze anos (1609-1621).
Ao falecer em 1621, sem herdeiros legítimos, os Países Baixos retornaram ao controle da Coroa Espanhola.